# Archange
Pour les articles homonymes, voir Archange (homonymie).

L'archange saint Michel vainqueur de Satan, Raffaello Sanzio, 1518.

Les archanges sont une catégorie d'anges. Ils en constituent le huitième chœur. Leur existence est mentionnée aussi bien dans les religions révélées (judaïsme, christianisme, mandéisme, islam) que dans les monothéismes philosophiques de l’Antiquité, en particulier ceux qui se réclament de Platon et Aristote. Dans la hiérarchie des anges, les archanges forment le second niveau, juste au-dessus des anges eux-mêmes (comme l'indique le préfixe arch- qui signifie « supérieur »).
Le mot « archange » vient du grec ἀρχάγγελος / arkhángelos composé de ἀρχι- / du grec arkhè qui veut dire à la fois « commandement » et « commencement » (c'est, en quelque sorte, la « tête ») et de ἄγγελος / ángelos « messager ».

## Dans la Bible
Dans l'Ancien Testament, il n'y a pas d'angéologie organisée ni de hiérarchie céleste. Dans les textes anciens, la vision des anges est avant tout un ensemble d'expressions et d'images parlant des relations que Dieu noue avec les hommes au moyen des anges. Il n'existe donc pas d'archange à proprement parler. Mais, dans le Livre de Tobie (12,15), on trouve « Moi, je suis Raphaël, l’un des sept anges qui se tiennent ou se présentent devant la gloire du Seigneur », qui permet de justifier le nombre de 7 pour les archanges et le fait que Raphaël en est un.
Le Nouveau Testament mentionne un « chef des anges », Michel (Jd 1,9). Le terme n'est par ailleurs employé, toujours au singulier, qu'une seule autre fois (1Th 4,16).

## Dans la tradition chrétienne
Les archanges connus : 

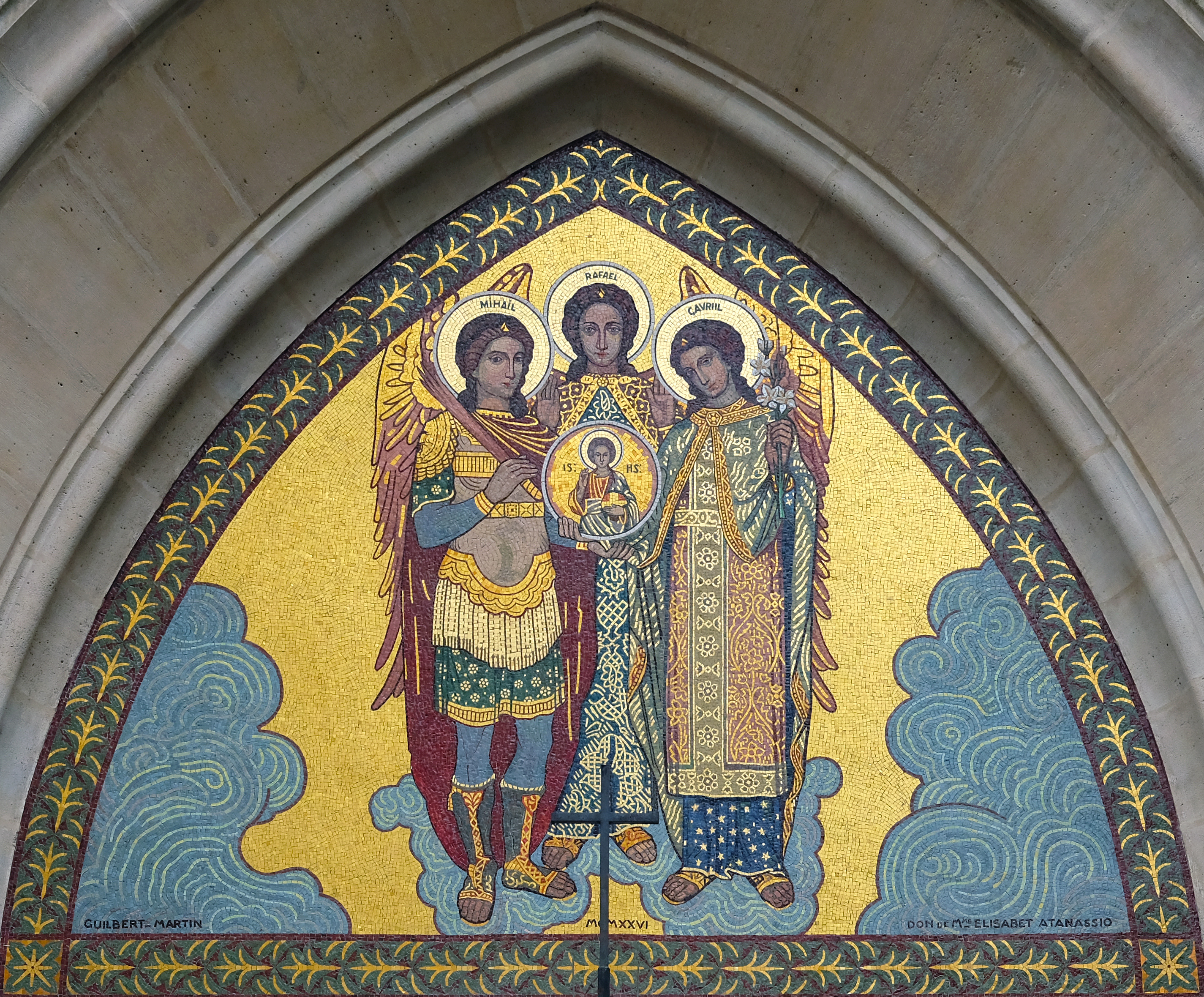
Les trois archanges sur le portail de l'église des Saints-Archanges, Paris.

- Michel, prince de la milice céleste, est mentionné dans le Livre de Daniel de la Bible hébraïque pour le judaïsme et le christianisme, dans l'Apocalypse du Nouveau Testament pour le christianisme et dans le Coran pour l'islam[4]
- Azraël, porteur de lumière et de justice, protecteur des artistes et des énergéticiens ;
- Raphaël, protecteur des voyageurs mentionné dans le Livre de Tobie de la Bible ;
- Gabriel, messager céleste, apparaît dans le judaïsme, le christianisme et l'islam (Djibril ou Jebril).
- Uriel apparaît également dans plusieurs traditions pseudépigraphiques ou apocryphes, notamment dans le Livre d'Hénoch. Il est reconnu par l'Église anglicane comme le quatrième archange et par l'Église orthodoxe comme l'un des sept archanges.
- Samaël, devenu Satan une fois déchu[5];

Ils aideront à combattre :
- Belzébuth, déchu[5].
- L’antéchrist, créature qui déclenchera l’apocalypse.

Il existe deux expressions pour désigner un archange :
- « L'archange saint Michel », comme dans la phrase (indicative) : « L'archange saint Michel a terrassé le dragon. »
- « Saint Michel archange », comme dans la phrase (vocative) : « Saint Michel archange, priez pour nous. »

Cette dernière expression est une forme honorifique où l'on insiste sur le rang d'archange.
Le grand théoricien de la hiérarchie céleste reste le Pseudo-Denys l'Aréopagite, dans sa Hiérarchie céleste (vers 490).
| L'Un                                               |                           |
| Les Séraphins Les Chérubins Les Trônes             | HIÉRARCHIE CÉLESTE        |
| Les Dominations Les Vertus Les Puissances          | HIÉRARCHIE CÉLESTE        |
| Les Principautés Les Archanges Les Anges           | HIÉRARCHIE CÉLESTE        |
| L'Évêque Le Prêtre Le Diacre                       | HIÉRARCHIE ECCLÉSIASTIQUE |
| Les Moines Les Chrétiens baptisés Les Catéchumènes | HIÉRARCHIE ECCLÉSIASTIQUE |

Saint Grégoire le Grand (vers 540-604), pape et Docteur de l'Église, précise dans ses Homélies sur l'Évangile (34, 8-9) le rôle des archanges par rapport aux anges :

« Qu'il y ait des anges, beaucoup de pages de la Sainte Écriture l'attestent... Mais il faut savoir que le mot « ange » désigne leur fonction : messager. Et on appelle « archanges » ceux qui annoncent les plus grands événements. C'est ainsi que l'archange Gabriel a été envoyé à la Vierge Marie. Pour ce ministère, pour annoncer le plus grand de tous les événements, l'Incarnation du Verbe de Dieu, il s'imposait d'envoyer un ange du plus haut rang.
Pareillement, lorsqu'il s'agit de déployer une puissance extraordinaire, c'est Michel qui est envoyé. En effet, son action comme son nom, qui veut dire : « Qui est comme Dieu  », font comprendre aux hommes que nul ne peut faire ce qu'il appartient à Dieu seul de réaliser. L'antique Ennemi, le diable, qui a désiré par orgueil de se faire semblable à Dieu, disait : « J'escaladerai les cieux ; au-dessus des étoiles j'érigerai mon trône ; je serai semblable au Très Haut » (Is 14,13). Mais l'Apocalypse nous dit qu'à la fin des temps, lorsqu'il sera laissé à sa propre force, avant d'être éliminé par le supplice final, il devra combattre contre l'archange Michel : « Il y eut un combat dans le ciel : Michel et ses anges combattirent contre le Dragon. Et le Dragon lui aussi combattait avec ses anges ; mais il n'eut pas le dessus ; il fut précipité en bas » (Ap 12,7).
À la Vierge Marie, c'est donc Gabriel, dont le nom signifie « Force de Dieu », qui a été envoyé. Ne venait-il pas annoncer celui qui a voulu se manifester dans une condition humble, pour triompher de l'orgueil du démon ? C'est donc par la « Force de Dieu » que devait être annoncé celui qui venait comme « le Dieu des armées, le vaillant des combats » (Ps 23,8). Quant à l'archange Raphaël, son nom signifie « Dieu guérit ». En effet, c'est lui qui a délivré de la cécité les yeux de Tobie, (Tb 11,17), méritant d'être appelé « Dieu guérit ». »

Cependant, dans le Nouveau Testament, aucun « archange » n'est mentionné en dehors de Michel, et ce, toujours au singulier (1 Thessaloniciens 4,16 et Jude 9). De plus, en vertu de l'autorité attribuée à cet archange (terme signifiant « ange en chef »), il sera comme le bras de Jésus-Christ lors de son retour dans la gloire (voir Apocalypse 12,7; 19,14-16; 1 pierre 3,22...).
L'Ancien Testament, de son côté, évoque l'existence d'autres archanges que Michel (qui y est désigné comme l'un des « premiers » ou « principaux » princes - Daniel 10,13), mais n'identifie par ailleurs aucun des autres « premiers princes »,hormis Raphaël dans le Livre de Tobie.

## Les autres archanges

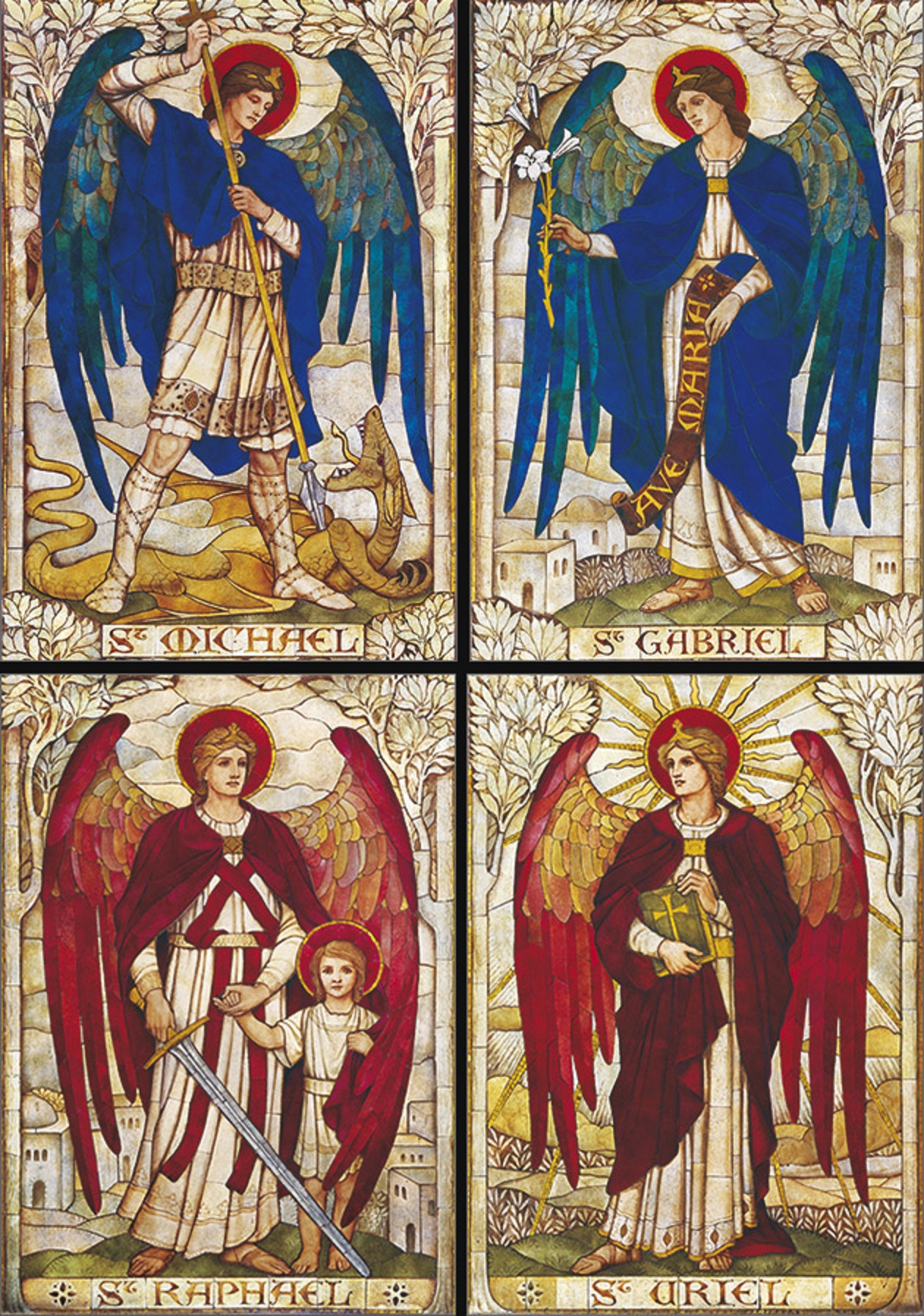
Mosaïques des quatre archanges dans l’église St John’s Church, Boreham, Wiltshire.

Selon la religion et la tradition, il est parfois fait mention d'autres archanges. L'Apocalypse (8,2) parle de « sept anges qui se tiennent devant Dieu » sans préciser toutefois leur rang. La tradition orthodoxe fait aussi mention de sept archanges. Les noms qui reviennent le plus couramment sont : Uriel, Barachiel, Sealtiel et Chamuel. La tradition juive compte encore plus d'archanges et ajoute : Tsadqiel, Jophiel, Haniel. En Éthiopie, les archanges sont au nombre de sept. Ce sont : Mikâ’él (Michel), Gabre’él (Gabriel), Rufâ’él (Raphaël), ‘Urâ’él (Uriel), Râgu’él (Raguël), Suryâl (ou Saryal) et Fânu’él.
Seuls les noms de Michel, Gabriel et Raphaël, sont mentionnés dans la Bible, qui sont les trois Archistratèges de l'Église orthodoxe.
Le Livre apocryphe d'Hénoch cite les archanges à plusieurs reprises 

« Alors Michel, Ouriel (ou Uriel), Raphaël et Gabriel jetèrent leurs regards vers le sanctuaire céleste. »

« Voici les noms des anges des puissances :
- Uriel, l'un des saints anges, est préposé au monde et au tartare.
- Raphaël, l'un des saints anges, est préposé aux esprits des humains.
- Ragouël, (ou Raguel) l'un des saints anges, châtie le monde des luminaires.
- Michel, l'un des saints anges, est préposé aux hommes de bien et au peuple.
- Sariel (ou Saraquiel), l'un des saints anges, est préposé aux esprits qui pèchent contre l'esprit.
- Gabriel, l'un des saints anges, est préposé au paradis, aux dragons et aux chérubins.
- Rémiel (ou Ramiel), l'un des saints anges, est chargé par Dieu du soin des ressuscités. »

On trouve aussi pour eux : Barachiel, Jéhudiel et Sealtiel.
La distinction entre ange et archange n'est pas toujours clairement précisée.
Le suffixe el relatif à Dieu peut être utilisé pour désigner un ange ou un archange.
- Azazel
- Michel
- Gabriel
- Uriel
- Camael
- Raphaël
- Jophiel
- Tsadqiel
- Metatron

On cite aussi souvent (à tort) Ézéchiel, qui n'est pas un ange mais un prophète.